# Зинчук, Николай Филиппович
Николай Филиппович Зинчук (укр. Микола Пилипович Зінчук; 11 апреля 1928 год, село Сухава, гмина Вырыки, Влодавский повят, Люблинское воеводство, Польша — 28 августа 2014 год, село Тучин, Гощанский район, Ровненская область, Украина) — украинский политический деятель, директор элитно-семеноводческого совхоза имени XXV съезда КПСС Гощанского района Ровенской области. Герой Социалистического Труда (1985). Член Политического Совета Народной Партии Украины. Почётный академик Национальной академии аграрных наук. Полный кавалер украинского Ордена «За заслуги».

## Биография
Родился 11 апреля 1934 года в многодетной украинской крестьянской семье в селе Сухава Влодавского повята Люблинского воеводства, Польша. В 1946 году вместе с семьёй был переселён на Украину в Ровненскую область в рамках польской акции «Висла». В 1949 году поступил в Львовский ветеринарный институт, который окончил в 1954 году.
С 1954 по 1971 год работал ветеринаром в селе Тучин Гощанского района Ровненской области. Был главным ветеринаром Гощанского района и заведующим Тучинского ветеринарного участка. В 1959 году назначен главным ветеринаром совхоза «Тучинский» Гощанского района (в 1976 году переименован в совхоз имени XXV съезда КПСС).
В 1971 году назначен директором элитно-семеноводческого совхоза имени XXV съезда КПСС Гощанского района Ровенской области. Руководил этим предприятием до 2011 года (с 1990 года — Государственное предприятие «Тучинское» Ровненской государственной сельскохозяйственной опытной станции). Под его руководством совхоз увеличил производство продукции в 3,7 раза, за что в течение 1975—1990 годах восемь раз одерживал победу во всесоюзном социалистическом соревновании. Совхоз награждался переходящим Красным знаменем ЦК КПСС, наградами Совета Министров СССР, ВЦСПС и ЦК ВЛКСМ, шесть раз заносился на всесоюзную доску почёта и на доску почёта ВДНХ СССР. В 1990 году совхоз был одним из лучших агроформирований СССР. В совхозе применялись собственные методы выращивания сельскохозяйственных культур, в результате чего урожайность картофеля увеличилась в среднем до 400—450 центнеров, сахарной свеклы — до 500 центнеров, зерновых — до 55 центнеров с каждого гектара. Руководил в совхозе строительством социальных объектов.
В 1985 году удостоен звания Героя Социалистического Труда «за выдающиеся успехи в увеличении производства продуктов животноводства в зимний период 1984/1985 года, досрочное выполнение заданий одиннадцатой пятилетки и трудовой героизм».
Автор сверхранней технологии выращивания картофеля, паровой обработки почвы для сева сахарной свеклы с применением сидератов крестоцветных культур, интенсивной технологии использования культурных пастбищ, обеспечивающих выход с гектара по 150 и более центнеров кормовых единиц, соавтор разработки и внедрения в производство новой комплексной технологии выращивания кукурузы на зерно и силос.
В 1989 году удостоен Государственной премии УССР в области науки и техники.
С 1997 года член Политического Совета Народной Партии Украины. Избирался депутатом Ровненской областной рады по многомандатному избирательному округу от Народной партии (2010—2015).
С 1985 по 1991 год — член редколлегии журнала «Кормовые культуры».
Скончался 28 августа 2014 года в селе Тучин Гощанского района Ровненской области.

## Сочинения
Опубликовал более 100 научных работ по сельскому хозяйству.
Избранные сочинения
- Кормопроизводство — специализированная отрасль, 1986
- Летнелагерное содержание коров, 1988
- Щедрый луг, 1988
- Высокие урожаи картофеля — ежегодно, 1988
- Культурные пастбища в системе кормопроизводства, 2003
- Возродим село — сохраним Украину, 2003
- Тучинское — 1961—2007, 2007

## Награды
- Герой Социалистического Труда — указом Президиума Верховного Совета СССР от 5 декабря 1985 года
- Орден Ленина (1981, 1985)
- Орден Октябрьской Революции (1973)
- Орден Трудового Красного Знамени (1971)
- Орден «Знак Почёта» (1976)
- Орден «За заслуги» 3-й степени (1998), 2-й степени (2003) и 1-й степени (2008)
- Заслуженный работник сельского хозяйства УССР (1988)
- Почётный член Национальной академии аграрных наук (2002)